# 포켓몬 핀볼
《포켓몬 핀볼》(일본어: ポケモンピンボール, 영어: Pokémon Pinball)은 게임보이 컬러용 핀볼 기반 포켓몬스터 스핀오프 비디오 게임이다. 1999년 4월 14일 일본에서, 1999년 6월 29일 북미에서 출시되었다. 이 게임에서 볼은 포켓볼이며, 테이블 위의 대부분의 물체는 포켓몬과 관련되어 있다.
다른 핀볼 게임과 마찬가지로 주요 목표는 점수를 얻는 것이며, 다양한 진행 모드를 사용하여 더 높은 점수를 획득하는 것이다. 《포켓몬 핀볼》은 "모두 다 잡아라"라는 캐치프레이즈가 암시하는 부차적인 목표가 있는데, 이는 151마리의 포켓몬을 모두 수집하여 포켓몬 도감을 채우는 것이다. 포켓몬 도감은 개별 게임 사이에 저장되므로 시간이 지남에 따라 구축할 수 있다.

## 게임플레이
게임에는 레드와 블루 두 개의 테이블이 있다. 각 테이블은 고유한 세부 사항과 게임플레이 요소를 가지고 있다.
각 테이블에는 플레이 가능한 여러 "위치"가 있으며, 이는 포획할 수 있는 포켓몬을 결정한다. 게임 시작 시 사용 가능한 위치의 일부가 슬롯머신 방식으로 표시되며, A 버튼을 누르면 시작 위치가 선택되고 첫 번째 볼이 게임에 발사된다. 그 후, 각 테이블은 다음 위치로 진행하는 고유한 메커니즘을 가지고 있으며, 여기에는 게임 시작 시 사용할 수 없는 위치도 포함된다.
"포획 모드"가 활성화되면 포켓몬을 포획할 수 있는 2분간의 기회가 시작된다. "포획 모드"를 활성화하면 플레이어는 팝 범퍼를 6번 맞춰야 한다. 각 타격마다 현재 포획 가능한 포켓몬 이미지의 1/6이 공개된다. 이미지가 완성되면 포켓몬이 테이블에 나타나며, 볼로 4번 맞혀야 포획할 수 있다.
"진화 모드"가 활성화되면 플레이어가 포획한 포켓몬(현재 진행 중인 게임에서만)을 선택하여 다른 형태로 진화시키려는 2분간의 기회가 시작된다. 이것은 진화된 형태를 플레이어의 포켓몬 도감에 추가하는 유일한 방법이다. 포켓몬을 선택하면 플레이어는 필드의 타겟을 맞춰야 한다. 레드 보드에는 최대 7개, 블루 보드에는 6개의 타겟이 있지만, 그중 3개만 포켓몬을 진화시키는 데 필요한 아이템을 가지고 있으며, 나머지는 플레이어가 다시 타겟을 맞추기 전에 시간을 낭비하는 시퀀스를 만든다. 플레이어가 아이템이 있는 타겟을 맞추면 아이템이 필드에 나타나고 볼로 이를 수집해야 한다. 플레이어가 3개의 아이템을 모으면 보드 중앙의 구멍이 열린다. 이 구멍에 볼을 넣으면 포켓몬이 성공적으로 진화한다.

## 출시
《포켓몬 핀볼》은 1999년 3월호 《64드림》에서 발표되었으며 1999년 4월 14일 일본에서 처음 출시되었다.

## 평가
포켓몬 핀볼은 전반적으로 긍정적인 평가를 받았으며, 게임랭킹스에서 81.73%의 종합 점수를 기록했다. 《게임스팟》은 게임보이 컬러의 디스플레이와 프레젠테이션 활용을 높이 평가하며 8.7점을 부여했다. 그러나 다른 핀볼 관련 요소의 부재와 게임의 열악한 물리 엔진에 대해 비판하기도 했다. 또한 내장된 진동 기능을 "AAA 배터리의 낭비"이자 "멋진 신기함"이라고 부르며 비판했다. 그러나 《산호세 머큐리 뉴스》는 이 진동 기능을 칭찬하며 "그들을 설득했다"고 언급했다. 《로스앤젤레스 타임스》의 에디터 아론 커티스는 "훌륭한 게임"이라고 칭했다. 《CNET》은 이 게임을 "포켓몬 현상에 대한 단순한 돈벌이용 상품 이상"이라고 평가하며 게임보이 컬러용 최고의 핀볼 게임 중 하나라고 칭했다. 그러나 "불필요한 피카츄의 등장"과 "부정확한 물리 법칙"이 핀볼 경험을 다소 저해한다고 비판했다. 《뉴욕 타임스》의 에디터 조 허츠코는 진동 메커니즘을 혁신적이라고 평가하며, 이로 인해 다른 개발자들도 진동을 활용한 더 많은 게임을 만들 가능성이 높다고 언급했다. 《게임스레이더》는 《포켓몬 핀볼》을 3DS 버추얼 콘솔에서 출시되기를 원하는 게임 목록에 포함시켰다.
일본에서는 《패미통》 잡지가 이 게임에 40점 만점에 32점을 부여했다.
《포켓몬 핀볼》은 엔터테인먼트 앤 레저 소프트웨어 퍼블리셔스 어소시에이션(ELSPA)으로부터 "골드" 판매상을 받았으며, 이는 영국에서 최소 20만 장 이상 판매되었음을 의미한다.
《포켓몬 핀볼: 루비 & 사파이어》는 《포켓몬스터 루비·사파이어》를 기반으로 한 핀볼 게임이며, 3세대 《포켓몬스터》 게임을 위한 《포켓몬 핀볼》의 속편이다. 이 게임은 주피터가 개발하고 닌텐도가 게임보이 어드밴스 휴대용 게임 콘솔용으로 출판했다. 2003년 E3에서 처음 공개되었으며, 같은 해에 일본에서는 8월 1일, 북미에서는 8월 25일, PAL 지역에서는 11월 14일에 출시되었다. 북미 출시는 《포켓몬스터 레드·블루》 북미 출시 5주년을 기념하기 위해 이루어졌다. 이 게임은 여러 면에서 전통적인 핀볼 게임처럼 플레이되며, 목표는 가능한 한 오래 볼을 유지하고 목표를 완수하여 높은 점수를 얻는 것이다. 포켓몬 수집 기능이 있어 플레이어가 핀볼을 플레이하는 동안 포켓몬도 포획해야 한다.